# 第二產業
第二產業，又稱第二級產業，即工業，是指位處一件產品的生產鏈中層的行業，這些行业在一件產品的生產鏈中擔任原料加工的工作，是該產品自生產至供應市場的中間階段。

## 意義
每樣產品都有自己獨有的生產鏈，所以第二產業對於不同的產品而言有不同的意義，一部手机的生產鏈中的第二級產業為零件制造，而對於一橦樓房來説，它的第二級產業就是建築工程。

## 中國第二產業分類
在《國民經濟行業分類》中，第二產業通常包括屬於第一產業的採礦業和製鹽業，可分為B、C、D、E四個門類，共計45個大類。其中B類為採礦業，有6個大類；C類屬於傳統製造業，有31個大類；D類為電力、燃氣及水的生產和供應業，有3個大類，E類為建築業，有4個大類。